# BU-925
La  BU-925  es una carretera autonómica que transcurre entre las localidades de Aranda de Duero y La Gallega.
El inicio de esta carretera está en la localidad de Aranda de Duero y acaba en el municipio burgalés de La Gallega, donde se une con la carretera nacional  N-234 . La longitud de esta carretera es aproximadamente de 50 km y transcurre por las localidades de Quemada, Zazuar, Peñaranda de Duero, Arandilla, Coruña del Conde y Huerta de Rey.
Durante todo su recorrido consta de una sola calzada, con un carril para cada sentido de circulación
Se trata de la antigua  C-111 ,
 por lo que en algunos mapas (Google Maps, TomTom,…) aparece como  CL-111 , pero esto no sucede en los mapas oficiales de la Junta de Castilla y León, ni en su catálogo, que nos muestra que el cambio de nombre se realizó en 2002.